# Provinciale weg 484
De provinciale weg 484 (N484) is een provinciale weg in de provincie Utrecht. De weg vormt een verbinding tussen Leerdam en de A2 met de aansluiting Everdingen.
Tussen Leerdam en Schoonrewoerd is de weg uitgevoerd als tweestrooks-gebiedsontsluitingsweg met een maximumsnelheid van 60 km/h. Het gedeelte tussen Schoonrewoerd en Zijderveld is uitgevoerd als tweestrooks-gebiedsontsluitingsweg met een maximumsnelheid van 80 km/h. In de gemeente Vijfheerenlanden draagt de weg de straatnamen Schaikseweg en Provincialeweg.

## Wegbeheer
De provincie Utrecht is verantwoordelijk voor het beheer van de weg. Naast de rondweg van Schoonrewoerd worden ook de aansluitende delen van de oude doorgaande weg door de dorpskern tot de bebouwde komgrens beheerd door de provincie Utrecht. 
N23 · N194 · N196 · N197 · N198 · N199 · N200 · N201 · N202 · N203 · N204 · N205 · N206 · N207 · N208 · N209 · N210 · N211 · N212 · N213 · N214 · N215 · N216 · N217 · N218 · N219 · N220 · N221 · N222 · N223 · N224 · N225 · N226 · N227 · N228 · N229 · N230 · N231 · N232 · N233 · N234 · N235 · N236 · N237 · N238 · N239 · N240 · N241 · N242 · N243 · N244 · N245 · N246 · N247 · N248 · N249 · N250 · N307

N401 · N402 · N403 · N404 · N405 · N406 · N407 · N408 · N409 · N410 · N411 · N412 · N413 · N414 · N415 · N416 · N417 · N418 · N419 · N420 · N421 · N439 · N440 · N441 · N442 · N443 · N444 · N445 · N446 · N447 · N448 · N449 · N450 · N451 · N452 · N453 · N454 · N455 · N456 · N457 · N458 · N459 · N460 · N461 · N462 · N463 · N464 · N465 · N466 · N467 · N468 · N469 · N470 · N471 · N472 · N473 · N474 · N475 · N476 · N477 · N478 · N479 · N480 · N481 · N482 · N483 · N484 · N487 · N488 · N489 · N490 · N491 · N492 · N493 · N494 · N495 · N496 · N497 · N498 · N501 · N502 · N503 · N504 · N505 · N505 (Andijk) · N506 · N507 · N508 · N509 · N510 · N511 · N512 · N513 · N514 · N515 · N516 · N517 · N518 · N519 · N520 · N521 · N522 · N523 · N524 · N525 · N526 · N527 · N806 · N830 · N848

Cursief vermelde wegen zijn voormalige Provinciale wegen